# U-Bahnhof Westphalweg

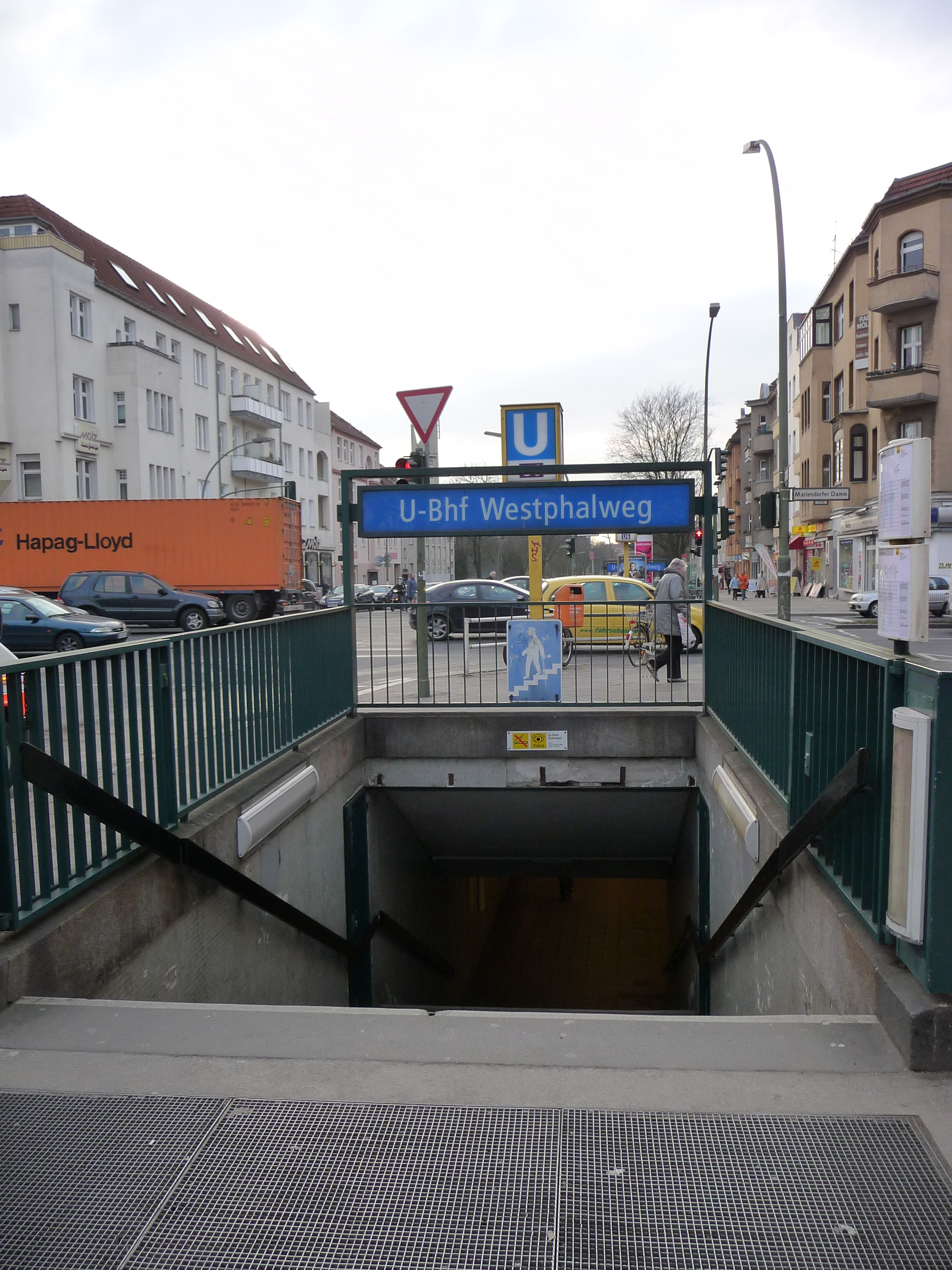
Bahnhofseingang am Mariendorfer Damm

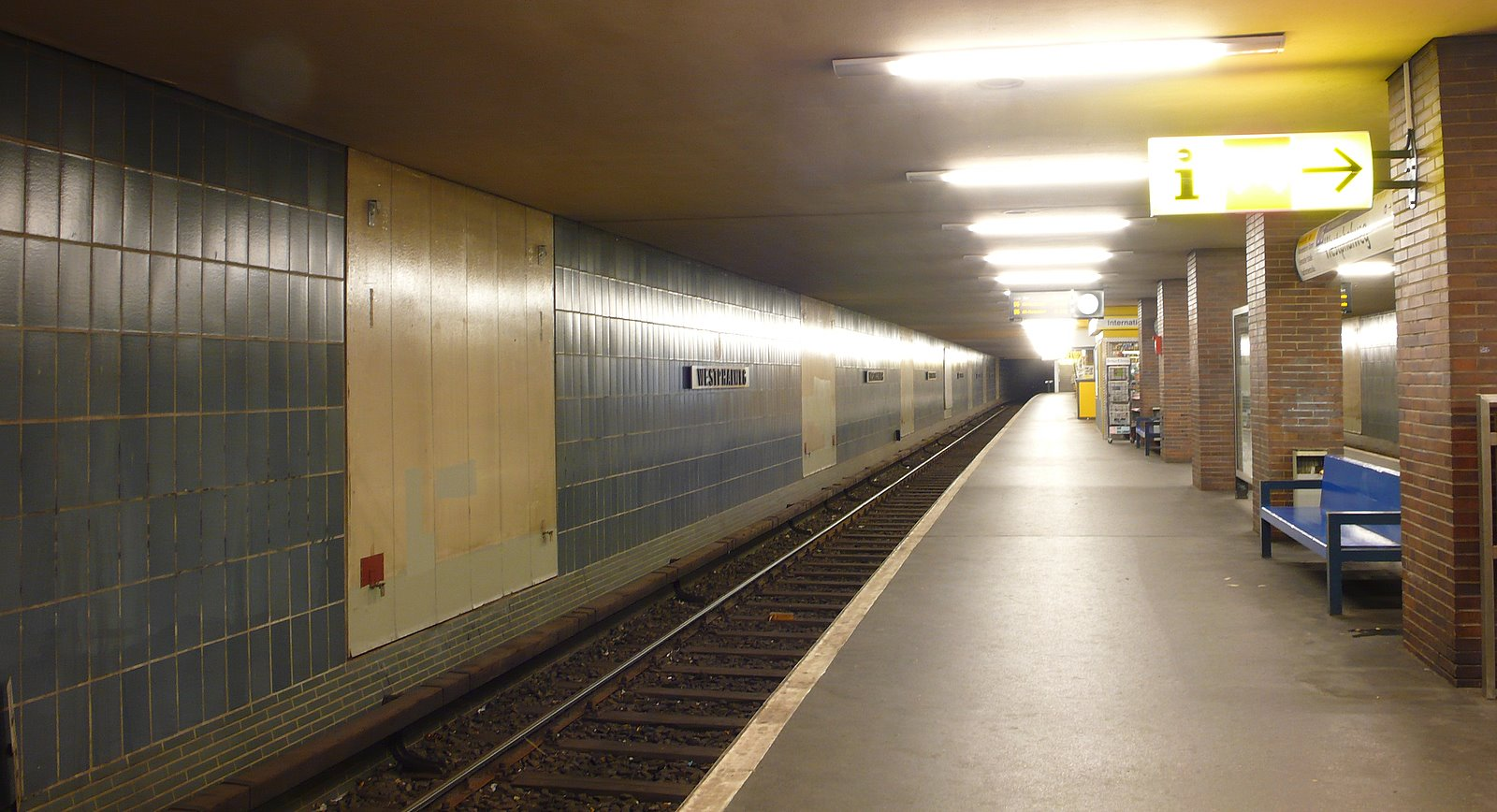
Bahnsteig

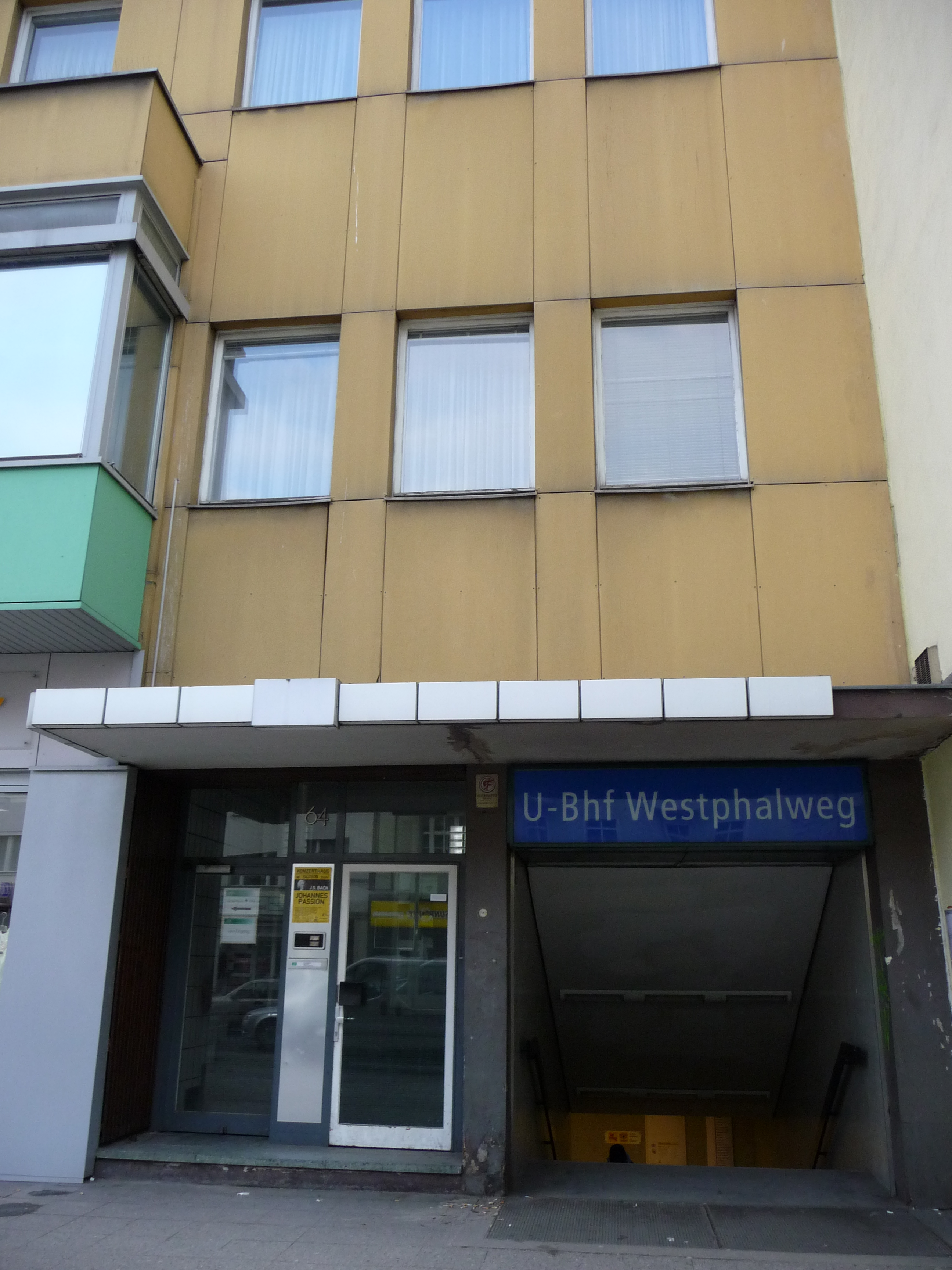
Nordwestlicher Zugang im Haus Mariendorfer Damm 64

Der U-Bahnhof Westphalweg ist eine am 28. Februar 1966 eröffnete Station der Berliner U-Bahn-Linie U6 im Ortsteil Mariendorf des Bezirks Tempelhof-Schöneberg. Die Station wird BVG-intern unter dem Kürzel Wl geführt.
Der U-Bahnhof befindet sich am Mariendorfer Damm. Er befindet sich damit außerhalb des S-Bahn-Rings und gehört zur Berliner Tarifzone B des Verkehrsverbundes Berlin-Brandenburg. Namensgeber des Westphalweges war der erste hauptamtliche Gemeindevorsteher von Mariendorf Wilhelm Hugo Westphal (1859–1925). Eine Besonderheit des Bahnhofs stellen die beiden nördlichen, in Wohnhäusern integrierten Zugänge dar.

## Geschichte
Im Juni 1961 begann der Streckenausbau der damaligen Linie CII in Richtung Süden. Vom Bahnhof Tempelhof ausgehend wurde die Strecke unter dem Tempelhofer und Mariendorfer Damm weitergebaut. Der Streckenabschnitt, an dem der Bahnhof Westphalweg liegt, wurde am 28. Februar 1966 eröffnet. Bei der anschließenden Neuordnung der Berliner U-Bahn-Liniennummerierung am 1. März 1966 wurde die Linie CII (Tempelhof – Mehringdamm) in „Linie 6“ umbenannt und erhielt ihre endgültige Streckenführung von Tegel (seit 31. Mai 1992: Alt-Tegel) bis Alt-Mariendorf. Anfang 1984 erfolgte – nach der Übernahme der S-Bahn in West-Berlin durch die BVG – die Umbenennung der Linie 6 in „U6“.

## Gestaltung des Bahnhofs
Der Bahnhof Westphalweg verfügt über einen Mittelbahnsteig und Ausgänge an den beiden Bahnsteigenden. An diesen befinden sich übergeordnete Vorhallen, die über Treppen mit dem Bahnsteig verbunden sind. Der Bahnhof verfügt über keinen barrierefreien Zugang, allerdings vier verschiedene Zugänge über Treppen. Die beiden nördlichen Zugänge befinden sich aus Platzgründen in den gegenüberliegenden Häusern Mariendorfer Damm 61 und 64.
In den Vorhallen dominieren die Farbtöne Weiß, Gelb und verschiedene Grüntöne. In der Bahnsteighalle sind die Wände mit senkrecht angeordneten großformatigen blauen Keramikfliesen verkleidet. Die Mittelstützen sind in rötlicher Backsteinoptik ummantelt.
Im Jahr 2009 ließ die BVG die Werbetafeln im Bahnhof abmontieren und im Dezember 2009 durch weiße Wandfliesen mit unterschiedlichen, großformatigen Blumenmotiven ersetzen.
Der Bahnhof wurde – wie alle Bahnhöfe des Streckenausbaus zwischen Tempelhof und Alt-Mariendorf mit Ausnahme des Bahnhofs Alt-Tempelhof – vom Architekten Rainer G. Rümmler entworfen. Ende 2018 wurde er zusammen mit zwölf weiteren Stationen als Zeitzeuge für den West-Berliner U-Bahn-Bau der 1960er und 1970er Jahre unter Denkmalschutz gestellt.
Der Bahnhof ist bisher nicht barrierefrei, laut Angaben der Senatsverwaltung für Verkehr soll der Bahnhof bis 2028 einen Aufzug erhalten.

## Anbindung
| Linie | Verlauf |
| ----- | --- |
|       | Alt-Tegel – Borsigwerke – Holzhauser Straße – Otisstraße – Scharnweberstraße – Kurt-Schumacher-Platz – Afrikanische Straße – Rehberge – Seestraße – Leopoldplatz – Wedding – Reinickendorfer Straße – Schwartzkopffstraße – Naturkundemuseum – Oranienburger Tor – Friedrichstraße – Unter den Linden – Stadtmitte – Kochstraße – Hallesches Tor – Mehringdamm – Platz der Luftbrücke – Paradestraße – Tempelhof – Alt-Tempelhof – Kaiserin-Augusta-Straße – Ullsteinstraße – Westphalweg – Alt-Mariendorf |

Am U-Bahnhof bestehen Umsteigemöglichkeiten von der Linie U6 zur Omnibuslinie 282 der BVG.